# Côte de l'Heute
La côte de l'Heute (appelée également faisceau de l'Heute en géologie) est un faisceau long de 40 km situé dans le centre du département du Jura, dont le point culminant est situé à 754 m d'altitude à cheval sur les communes de Bonnefontaine, Montigny-sur-l'Ain et Pont-du-Navoy. Il coupe le premier plateau du Jura de la combe d'Ain et du second plateau. Le faisceau est une cassure complexe et faillée, composée au nord d'un fossé effondré, au centre d'un fossé d'effondrement comprimé et au sud d'une structure chevauchante où se situent les sommets. Le nom de « côte de l'Heute » à proprement parler ne s'applique qu'à la zone méridionale.

## Toponymie
La côte de l'Heute se décline en différentes orthographes : Heute, Euthe, Leutte, Eûte... qui change selon les cartes et les habitudes locales, mais l'étymologie est commune à tous les noms qui proviennent du mot « haute » qui exprime le relief. Le nom de la partie méridionale a donné son nom au faisceau appelé « faisceau de l'Heute » ou « accident de l'Heute ».

## Géographie

### Topographie

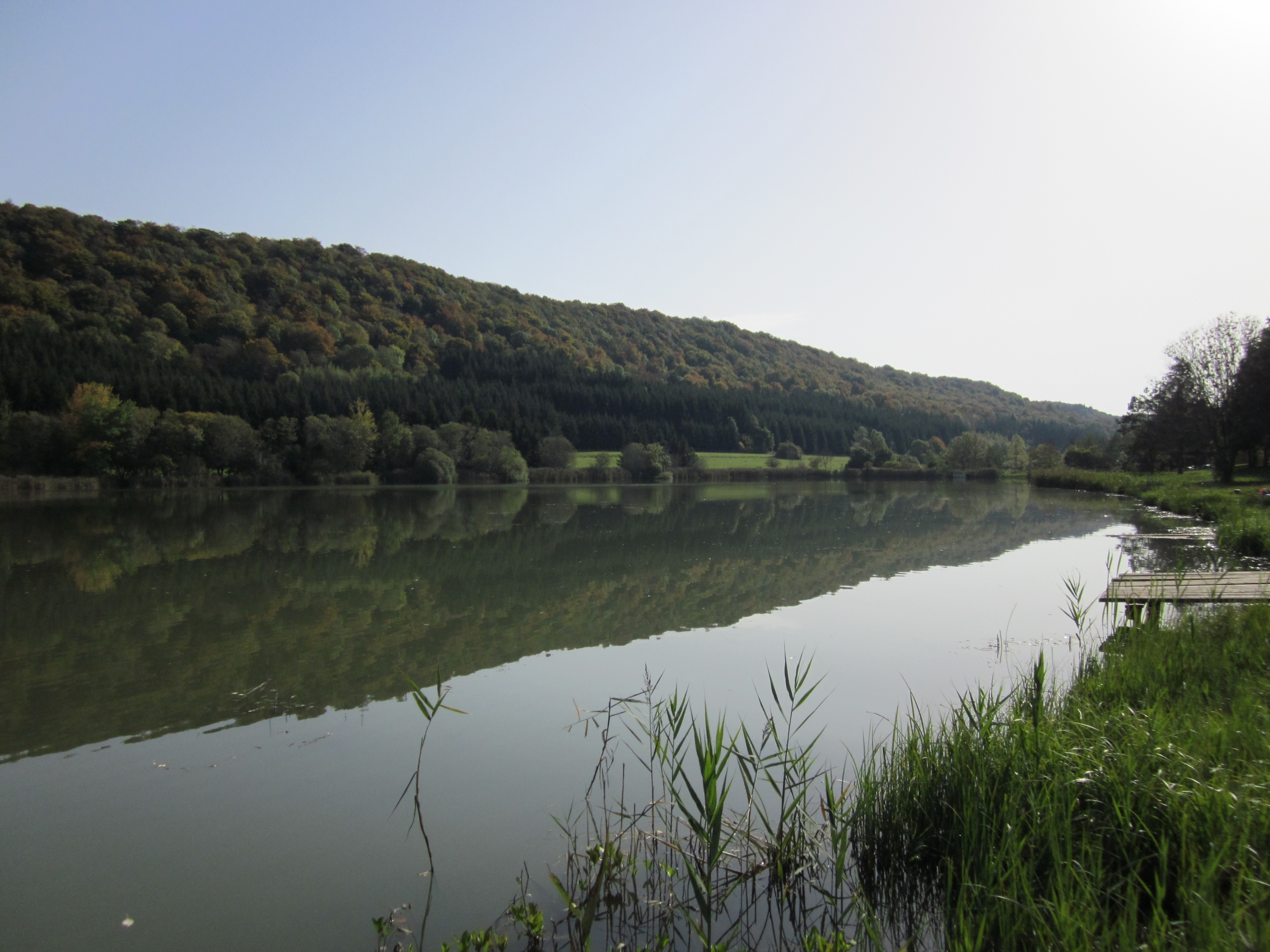
La côte de l'Heute derrière l'étang de l'Heute à Besain.

Le faisceau de l'Heute constitue une rupture géologique et topographique entre le plateau de Lons-le-Saunier à l'ouest et le plateau de Champagnole à l'est, d'une orientation NNE-SSO. Long d'une quarantaine de kilomètres, il s'étend du village de Lemuy, au nord, au village de Plaisia au sud. Entre Lemuy et Montrond, dans la partie nord, le faisceau se compose d'un fossé d'effondrement avec une dépression dans l'axe central du faisceau (et donc du fossé). À partir de Montrond, le faisceau s'épaissit, prend de l'altitude et prend le nom de « Côte de l'Heute ». Elle forme une véritable barrière qui domine le plateau de Lons de plus de 200 mètres et la combe d'Ain de plus de 250 mètres. Son point culminant se situe dans cette zone. À partir de Mirebel, en continuant vers le sud, l'altitude de la côte s'amoindrit, ainsi que son épaisseur, vers 650 mètres et est percée par de nombreux cols. Ceci est dû à l'érosion qui a parfois aplani entièrement la montagne, comme à Verges.

### Géologie

Carte géologique simplifiée des unités structurales du massif du Jura (FH = Faisceau de l'Heute).

Le faisceau est constitué de roches du Jurassique moyen et supérieur. L'accumulation des strates donnerait une accumulation de 400 mètres de roches (200 pour les roches du Jurassique moyen et 200 pour celles du Jurassique supérieur). Les roches les plus anciennes datent du Jurassique moyen Bajocien et les plus récentes du Jurassique supérieur Séquanien.
L'axe du faisceau est délimité, de Lemuy à Mirebel par deux failles parallèles d'un axe identique à celui du faisceau. Au sud de Mirebel, on assiste à un chevauchement du plateau de Champagnole sur celui de Lons, lié à la poussée venue de l'est, lors de la formation du Jura. Dans cette zone, les failles transversales au faisceau ont permis une érosion plus facile, abaissant localement la côte.